# Hybrid Theory
Vous lisez un « bon article » labellisé en 2012.
Albums de Linkin Park
Meteora
(2003)
Singles
1. One Step Closer
Sortie : 26 août 2000
2. Crawling
Sortie : 13 octobre 2000
3. Papercut
Sortie : 18 mai 2001
4. In the End
Sortie : 24 octobre 2000

Hybrid Theory est le premier album du groupe américain Linkin Park, sorti le 24 octobre 2000 aux États-Unis sous le label Warner Bros. Records. L'album a rencontré un très grand succès commercial puisqu'il a été vendu entre 24 et 27 millions d'exemplaires dans le monde, dont 10 millions aux États-Unis, ce qui lui vaut un disque de diamant. Il a atteint la deuxième place du Billboard 200 et des positions élevées dans les autres classements de vente d'albums dans le monde.
Enregistré aux studios NRG Recordings à North Hollywood en Californie et produit par Don Gilmore, l'album traite des problèmes rencontrés par le chanteur principal Chester Bennington lors de son adolescence, notamment sa dépendance à la drogue, les constantes violences et le divorce de ses parents. L'album doit son titre au nom que portait le groupe à la fin des années 1990.
Quatre chansons de l'album sont sorties en single : One Step Closer, Papercut, Crawling (qui a remporté un Grammy Award), et In the End. Ce dernier titre a contribué grandement à la popularité du groupe à l'époque de sa sortie. Lors de la cérémonie des Grammy Awards de 2002, Hybrid Theory est nommé pour le prix du « Meilleur Album Rock ». L'album est d'ailleurs référencé dans le livre Les 1001 albums qu'il faut avoir écoutés dans sa vie et est également classé onzième du Billboard's Hot 200 Albums Decade. Une édition spéciale de Hybrid Theory est publiée le 11 mars 2002, deux ans après l'original.

## Historique

### Contexte

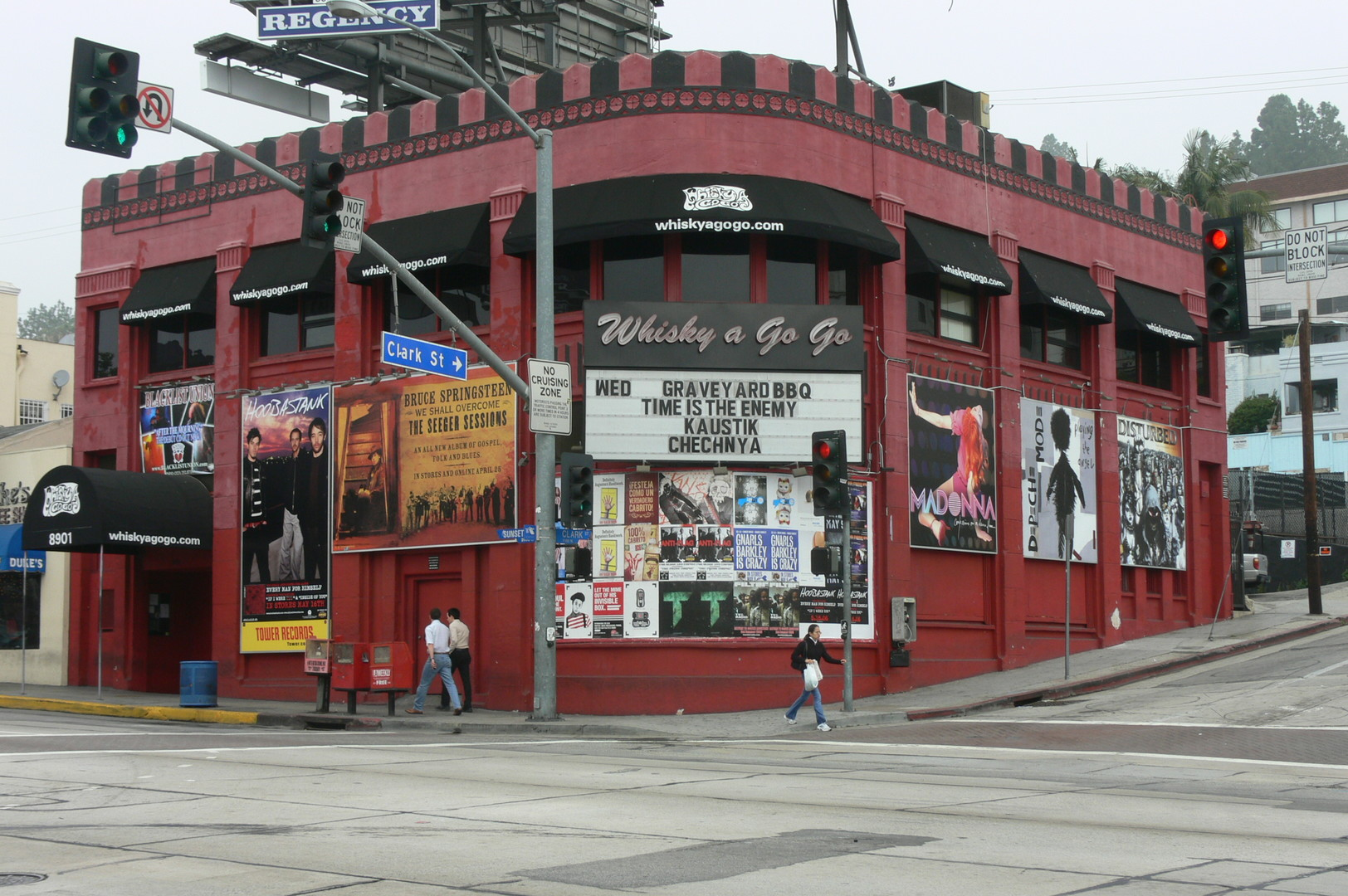
Façade du Whisky a Go Go.

Linkin Park est fondé en 1998 lorsque le chanteur principal Chester Bennington rejoint les cinq membres d'un groupe de rock nommé Xero, constitué des guitaristes Brad Delson et Mike Shinoda, du DJ Joe Hahn, du batteur Rob Bourdon et du bassiste Dave Farrell (qui n'était pas avec le groupe à ce moment-là puisqu'il tournait avec Tasty Snax). La précédente formation de Bennington Grey Daze venant de se dissoudre, l'avocat de celui-ci le recommande à Jeff Blue, vice-président des Artists and Repertoire au Zomba Label Group, qui cherche de son côté un chanteur pour Xero. Blue envoie à Bennington deux démos de Xero, une avec la voix de Mark Wakefield, le chanteur initial et une chanson instrumentale, en l'interrogeant sur l'« interprétation des chansons ». Bennington écrit et enregistre donc sa version qu'il renvoie à Blue. Selon Brad Delson, « Chester Bennington était vraiment la pièce manquante du puzzle [...]. Nous n'avions vu quelque chose se rapprochant de son talent chez personne d'autre »,. Chester Bennington rejoint alors le groupe. Le sextuor change de nom pour Hybrid Theory et publie l'EP homonyme. Des complications avec un groupe de musique électronique gallois du même nom les pousse à en changer de nouveau, leur choix se porte sur Linkin Park. Tout au long de l'année 1999, Linkin Park joue régulièrement dans un club de Los Angeles, le Whisky a Go Go.

### Écriture et enregistrement
La musique qui devient par la suite l'album Hybrid Theory est d'abord produite par Linkin Park en 1999 sous forme d'une cassette démo de neuf chansons. Le groupe l'envoie à diverses compagnies d'enregistrement et joue pour quarante deux représentants de l'industrie du disque, en vain. La plupart des labels majeurs et plusieurs labels indépendants refusent de les produire. Le groupe signe finalement avec Warner Bros. Records en 2000, en grande partie grâce aux recommandations de Jeff Blue, qui vient d'intégrer la société après sa démission de Zomba Label Group,,.
Malgré les difficultés initiales rencontrées pour trouver un producteur qui accepterait de prendre en charge le premier album d'un groupe ayant récemment signé, Don Gilmore consent finalement à mener le projet avec Andy Wallace à ses côtés en tant qu'ingénieur du son. Les séances d'enregistrement, qui consistent surtout à retravailler les démos initiales, commencent à North Hollywood en Californie début 2000 et durent quatre semaines. Le chant rappé de Shinoda est significativement écourté sur la plupart des chansons originelles tandis que les refrains restent quasiment inchangés. En raison de l'absence de Dave Farrell, le groupe engage Scott Korziol et Ian Hornbeck comme bassistes remplaçants après que Delson se soit chargé de la basse lors des enregistrements.

Chester Bennington et Mike Shinoda écrivent les paroles de Hybrid Theory en s'inspirant de celles des démos Mark Wakefield. Mike Shinoda les qualifie d'interprétation des sentiments, d'émotions et d'expériences universelles, et « d'émotions dont on parle et auxquelles on pense tous les jours »,. Chester Bennington décrit plus tard le procédé d'écriture dans une interview donnée au magazine Rolling Stone début 2002 : 

« C'est facile de tomber dans le schéma — 'pauvre, pauvre de moi', c'est de cela que proviennent des chansons comme Crawling : je ne réussis pas à me prendre en main. Mais cette chanson traite de la prise de responsabilité de ses actions. Je n'y dis à aucun moment 'toi'. C'est à propos de la façon dont JE suis la propre raison de mon mal-être. Il y a quelque chose en moi qui me tire vers le bas. »

— Chester Bennington, Rolling Stone Magazine, 2002

## Caractéristiques artistiques

### Analyse musicale
La musique de Hybrid Theory provient de diverses inspirations. Le style de chant de Chester Bennington est influencée par des groupes comme Depeche Mode et Stone Temple Pilots, tandis que les riffs et les techniques de jeu de guitariste de Brad Delson s'inspirent de Deftones, Guns N' Roses, U2, et The Smiths. Le contenu lyrique des chansons touche principalement les problèmes rencontrés par Chester Bennington au cours de son enfance, incluant la maltraitance des enfants, la drogue et l'abus d'alcool, le divorce de ses parents, l'isolement, les déceptions, et les conséquences de l'échec des relations.
L'album donne cours à quatre singles. La chanson One Step Closer, seconde piste de l'album et premier single, est progressivement enregistré alors que Linkin Park se débat avec Runaway. L'introduction dispose d'un riff de guitare et de percussions électroniques en transition vers un pont, d'une forte distorsion de guitare et d'un son de batterie agressif. Le morceau est également connue pour son refrain « Shut up when I'm talkin' to you! » hurlé par Chester Bennington à une minute et 48 secondes dans la chanson,. Le clip de One Step Closer est tourné dans le métro de Los Angeles et est devenu instantanément un hit dont se sont emparées MTV et d'autres chaînes musicales de télévision. Le bassiste Scott Koziol joue avec le groupe sur la vidéo.
Le second single est Crawling. Ses paroles se concentrent sur les expériences personnelles de Chester Bennington avec la maltraitance des enfants, la violence physique, la difficulté à rompre le cycle de l'abus, et la perte de l'estime de soi. Ce concept se retrouve dans le clip, dans lequel une jeune fille nommée Katelyn Rosaasen est abusée par son père et peut être vue dès le début de la vidéo avec plusieurs contusions apparentes.
Papercut est le troisième single de l'album où les paroles décrivent la paranoïa. Le clip met en avant le groupe dans un couloir en face d'une pièce complètement sombre dont les murs sont griffonnés des paroles de la chanson. Divers thèmes surnaturels sont présents dans la vidéo, et des effets spéciaux sont utilisés pour créer des restitutions étranges, comme le « stretching » des doigts Mike Shinoda et la « fusion » du visage de Rob Bourdon.
Le quatrième et dernier single de l'album est In the End, qui met en évidence un riff de piano exécuté par Shinoda. Son rap domine aussi les couplets de la chanson et est rejoint plus tard par la voix de Bennington dans les chœurs. Le concept de la chanson est essentiellement basé sur l'échec d'une personne. Il est considéré comme le symbole d'une fin de relation, cependant, il peut également représenter la confiance brisée dans une amitié de longue durée. Le clip de In the End est tourné durant la tournée Ozzfest de 2001 et est réalisé par Nathan « Karma » Cox et le DJ du groupe Joe Hahn, qui va diriger un grand nombre de vidéos à venir du groupe (les deux ont également dirigé le clip de Papercut),. Bien que le clip de In the End est filmé dans un désert de la Californie, le groupe l'a réalisé lui-même dans un studio de Los Angeles, avec d'importants effets grâce à la synthèse d'image et de compositing utilisés pour créer la version finale. La réalisation dans les studios ont permis à Joe Hahn et Nathan Cox de déclencher des conduites d'eau au-dessus de la scène vers la fin et ainsi mouiller le groupe. Le clip remporte le prix Best Rock Video aux MTV Video Music Awards en 2002.
Points of Authority, la quatrième piste de l'album, a sa propre vidéo et peut être trouvée sur Frat Party at the Pankake Festival, premier DVD du groupe. Le batteur Rob Bourdon décrit le processus d'enregistrement de la chanson : « Brad a écrit ce riff, puis est rentré chez lui. Mike a décidé de le découper en plusieurs morceaux et de les réorganiser sur l'ordinateur ... Brad Delson a dû apprendre sa propre partie depuis l'ordinateur ». En ce qui concerne la chanson, Brad Delson fait l'éloge des compétences de Mike Shinoda, le décrivant comme « un génie » et comme un talentueux Trent Reznor. Sur des performances live de la chanson, quand Mike Shinoda rappe la ligne, « Forfeit the game » pour la troisième fois dans la chanson, Chester Bennington rappe le couplet avec Mike.

### Pochette d'album
Hybrid Theory étant le premier album de Linkin Park, Mike Shinoda, qui a travaillé en tant que graphiste avant de devenir un musicien professionnel, déclare que le groupe a regardé dans différents livres pour trouver l'inspiration sur la façon de se présenter pour la première fois. Le résultat est un soldat ailé que Mike Shinoda a illustré lui-même. Selon Chester Bennington, l'idée du soldat avec des ailes de libellule est de décrire le mélange d'éléments de musiques « hard » et « soft » par l'utilisation du regard blasé du soldat et la fragilité des ailes. L'arrière-plan de la couverture comporte également des paroles brouillées des chansons de l'album, les paroles de One Step Closer étant les plus proéminentes. Une version différente du soldat peut être vue sur certains singles de l'album. La couverture de Reanimation, l'album remix de Hybrid Theory, propose une version robotique du soldat qui est similaire en apparence à un Gundam, une série de machines de combat robotique qui sont en vedette dans la série d'animés Gundam Wing, qui est très populaire aux États-Unis avant la publication de l'album.

## Parution et accueil

### Accueil critique
Hybrid Theory reçoit des critiques positives de la part de nombreux journalistes. Stephanie Dickison de PopMatters fait remarquer que Linkin Park est un « groupe beaucoup plus complexe et talentueux que les autres groupes de hard rock masculin » et affirme qu'« ils continueront de fasciner et de contester les sons standards de la musique ». Le Q magazine donne à l'album une note de quatre étoiles sur cinq. Robert Christgau de The Village Voice écrit que « les hommes ne savent pas ce que les garçons en colère comprennent » et donne à l'album « une évaluation d'une mention honorable de deux étoiles » en citant Papercut et Points of Authority comme les points culminants de l'album. Jenny Eliscu de Rolling Stone fait remarquer que Hybrid Theory a « autant de puissance que les albums de Limp Bizkit ou Korn » et qu'il « reflète la frustration de la vie ».
D'autres critiques, cependant, sont plus modérées sur l'album puisque Rolling Stone n'accorde que deux étoiles et demi. William Ruhlmann, rédacteur de AllMusic, dit que « le son de Linkin Park va d'un « Johnny-tardif » à un style de musique déjà trop excessif » et appelle One Step Closer « un effort caractéristique », se référant aux paroles du refrain. Noel Gardner de NME décrit l'album comme « une montée flamboyante d'emo-mangeurs avec With You et A Place for my Head qui sont jouées d'un gratté tonique mais complétées inutilement par du jazz », ce qui lui donne la note de six sur dix.
Plus tard en 2002, Linkin Park sort un album intitulé Reanimation qui inclut les chansons de Hybrid Theory remixées et réinterprétées par d'autres artistes de nu metal et plusieurs artistes underground de hip-hop. On y retrouve notamment Black Thought, Pharoahe Monch, Jonathan Davis, Stephen Carpenter et Aaron Lewis. Le son des prochains albums de Linkin Park implique l'expérimentation avec des instruments classiques tels que les cordes, le piano, voire les deux, avec les mêmes éléments d'electronica de l'album Hybrid Theory qui sont mis en évidence dans leur second album Meteora. Mike Shinoda explique la différence dans le son de l'album Hybrid Theory et le second album Meteora : « Ce côté électronique a toujours été là dans notre groupe [...] c'est juste que parfois nous l'avons mis en avant ».

### Accueil commercial et promotion
Hybrid Theory est sorti aux États-Unis le 24 octobre 2000 suivi d'une diffusion à la radio de One Step Closer. L'album est entré au Billboard 200 à la 16e place à la fin de l'année 2000 et est certifié disque d'or par la Recording Industry Association of America (RIAA) cinq semaines après son entrée. En 2001 Hybrid Theory s'est vendu à 4,8 millions de copies aux États-Unis se faisant l'album le plus vendu de l'année 2001, et il est estimé que l'album s'est vendu à 100 000 copies par semaine au début de l'année 2002. Tout au long des années suivantes, l'album continue à se vendre à un rythme soutenu et est certifié disque de diamant par la RIAA en 2005 pour la vente de 10 millions d'exemplaires aux États-Unis, et devient le disque le plus vendu depuis le début du XXIe siècle. Au total, il se vend entre 24 et 27 millions d'exemplaires dans le monde,.
Quatre singles de l'album sont sortis en 2001 (même si Points of Authority est publié en tant que single promotionnel), dont trois d'entre eux sont des succès dans le chart Billboard Modern Rock Tracks. Le single In the End est le plus haut placé dans les classements parmi les autres singles de l'album qui a culminé à la première place des classements du Modern Rock Tracks et apparaît dans les classements à travers le monde. Le succès de In the End est en partie responsable du succès dans les classements de Hybrid Theory où il atteint la seconde place dans le Billboard 200 au début de 2002 derrière Weathered de Creed. Hybrid Theory est le 11e album le plus performant dans les classements du Billboard 200 durant la décennie, l'album a atteint le top 10 lors de sa 38e journée dans les classements et y est resté 34 semaines. L'album est resté dans les classements pendant 105 semaines (environ 2 ans) et y est réapparu à la 167e place en février 2011. L'album atteint également dans les classements de 11 autres pays des positions assez élevées puisqu'il est classé parmi les dix premiers dans les classements du Royaume-Uni, la Suède, de la Nouvelle-Zélande, de l'Autriche, de la Finlande et de la Suisse. Lors de la 44e cérémonie des Grammy Award en 2002, Linkin Park remporte la récompense Best Hard Rock Performance pour la chanson Crawling et est nommé dans les catégories Best New Artist et Best Rock Album mais perd respectivement face à Alicia Keys et All That You Can't Leave Behind de U2.
Après le succès de Hybrid Theory, Linkin Park reçoit de nombreuses invitations pour effectuer divers concerts de rock et des tournées, incluant le Ozzfest, le The Family Values Tour, le Almost Acoustic Christmas de KROQ-FM, et le groupe lui-même en créant sa propre tournée nommée Projekt Revolution, qui met en tête d'affiche Linkin Park et d'autres groupes phares tels que Cypress Hill ou encore Adema,. Pendant ce temps, Linkin Park s'est remis avec son premier bassiste Dave « Phoenix » Farrell. Le groupe tient un journal en ligne sur leur site officiel au long de leur tournée de 2001 et 2002 dans lequel chaque membre du groupe met respectivement des notes. Bien que ces notes ne soient plus disponibles sur leur site, elles le sont encore sur des « fansites ». Linkin Park a joue 324 concerts/shows en 2001.
Une édition spéciale double-CD de Hybrid Theory est sortie le 11 mars 2002 en Asie. Le premier CD contient l'album original et le second, des performances lives de Papercut, Points of Authority, et A Place for My Head enregistrés au Docklands Arena pour la BBC Radio 1. Le second CD possède également une vidéo de One Step Closer et deux pistes studio : My December, une chanson écrite après la sortie de Hybrid Theory pour figurer sur l'album Slim Santa de KROQ et High Voltage, un remix de la chanson à l'origine sur l'EP Hybrid Theory EP.

### Classements et certifications
| Classement (2001-2002)             | Meilleure position |
| ---------------------------------- | ------------------ |
| Allemagne (Media Control AG)       | 2                  |
| Australie (ARIA)                   | 2                  |
| Autriche (Ö3 Austria Top 40)       | 2                  |
| Belgique (Flandre Ultratop)        | 3                  |
| Belgique (Wallonie Ultratop)       | 13                 |
| Canada (Canadian Albums)           | 5                  |
| Danemark (Tracklisten)             | 4                  |
| États-Unis (Billboard 200)         | 2                  |
| Finlande (Suomen virallinen lista) | 4                  |
| France (SNEP)                      | 17                 |
| Italie (FIMI)                      | 2                  |
| Nouvelle-Zélande (RIANZ)           | 1                  |
| Norvège (VG-lista)                 | 5                  |
| Pays-Bas (Mega Album Top 100)      | 13                 |
| Royaume-Uni (UK Albums Chart)      | 4                  |
| Royaume-Uni (Rock & Metal Albums)  | 1                  |
| Suède (Sverigetopplistan)          | 4                  |
| Suisse (Schweizer Hitparade)       | 5                  |

| Pays             | Compagnie | Certification |
| ---------------- | --------- | ------------- |
| Allemagne        | BVMI      | 3 × Platine   |
| Argentine        | CAPIF     | Platine       |
| Australie        | ARIA      | 4 × Platine   |
| Autriche         | IFPI      | Platine       |
| Belgique         | IFPI      | Platine       |
| Brésil           | ABPD      | Platine       |
| Canada           | CRIA      | 5 × Platine   |
| Danemark         | IFPI      | 4 × Platine   |
| Union européenne | IFPI      | 4 × Platine   |
| États-Unis       | RIAA      | 12 × Platine  |
| Finlande         | IFPI      | Platine       |
| France           | SNEP      | 2 × Or        |
| Mexique          | AMPF      | Platine       |
| Nouvelle-Zélande | RIANZ     | 5 × Platine   |
| Pays-Bas         | IFPI      | Platine       |
| Pologne          | ZPAV      | Platine       |
| Royaume-Uni      | BPI       | 4 × Platine   |
| Suède            | IFPI      | Platine       |
| Suisse           | IFPI      | Platine       |

## Fiche technique

### Liste des chansons
| 1.    | Papercut            | Linkin Park                      | 3:05 |
| 2.    | One Step Closer     | Linkin Park                      | 2:36 |
| 3.    | With You            | Linkin Park, M. Simpson, J. King | 3:23 |
| 4.    | Points of Authority | Linkin Park                      | 3:20 |
| 5.    | Crawling            | Linkin Park                      | 3:29 |
| 6.    | Runaway             | Linkin Park, Wakefield           | 3:04 |
| 7.    | By Myself           | Linkin Park                      | 3:10 |
| 8.    | In the End          | Linkin Park                      | 3:36 |
| 9.    | A Place for My Head | Linkin Park, Wakefield           | 3:09 |
| 10.   | Forgotten           | Linkin Park, Wakefield           | 3:14 |
| 11.   | Cure for the Itch   | Linkin Park                      | 2:34 |
| 12.   | Pushing Me Away     | Linkin Park                      | 3:11 |
| 37:51 |                     |                                  |      |

| 13. | My December             | Shinoda               | 4:20 |
| 14. | High Voltage            | Shinoda, Hahn, Delson | 3:45 |
| 15. | One Step Closer (video) | Linkin Park           | 2:55 |

| 13. | My December                      | Shinoda                        | 4:22 |
| 14. | High Voltage                     | Shinoda, Hahn, Farrell, Delson | 3:47 |
| 15. | Papercut (Recorded live at BBC1) | Linkin Park                    | 3:47 |

| 13. | High Voltage (live)                           | Linkin Park | 3:38 |
| 14. | My December                                   | Shinoda     | 4:19 |
| 15. | Points of Authority (Remix de Crystal Method) | Linkin Park | 4:56 |
| 16. | Papercut (Live at Milton Keynes)              | Linkin Park | 3:50 |

| 1. | Papercut (Live at Docklands Arena, Londres)           | Linkin Park                    | 3:13 |
| 2. | Points of Authority (Live at Docklands Arena, London) | Linkin Park                    | 3:30 |
| 3. | A Place for My Head (Live at Docklands Arena, London) | Linkin Park, Wakefield         | 3:11 |
| 4. | My December                                           | Shinoda                        | 4:20 |
| 5. | High Voltage                                          | Shinoda, Hahn, Farrell, Delson | 3:45 |

### Interprètes
| Linkin Park - Chester Bennington – chant - Rob Bourdon – batterie - Brad Delson – guitare, basse (pistes 3–8, 12) - Joe Hahn – clavier, piano sample - Mike Shinoda – chant, guitare rythmique (pistes 5, 12), clavier, piano - Dave Farrell - basse (crédité mais ne joue pas) Musiciens additionnels - Ian Hornbeck – basse (pistes 1, 9–10) - Scott Koziol – basse (piste 2) - The Dust Brothers – Séquenceur et sample (piste 3) |

### Équipe de production
| Personnel de production - Don Gilmore - production - Steve Sisco - ingénieur du son - John Ewing - ingénieur, montage numérique - Matt Griffin - assistant ingénieur - Andy Wallace - mixage - Brian "Big Bass" Gardner - mastering, montage numérique | Personnel supplémentaire - Frank Maddocks - art et design de l'album - James Minchin III - photographie |